# Бразения
Бразения (лат. Brasenia) — монотипный род многолетних водных растений с плавающими листьями. Входит в семейство Кабомбовые (Cabombaceae), включает единственный вид: Бразения Шребера (лат. Brasenia schreberi), который был внесён в Красную книгу СССР.
Вид назван именем автора названия рода — немецкого натуралиста Иоганна Шребера (нем. Johann Christian Daniel von Schreber).

## Описание
Листья круглой формы диаметром до 12 см, имеют волнистые края, которые порой загнуты вниз. Пластинка листа выпуклая, верхняя сторона тёмно-зелёная, нижняя — пурпурная.
Цветок пурпурного цвета. 

## Распространение
Растение широко распространено в Азии, Северной Америке, на севере Австралии и в тропической Африке. На территории России представлено в Приморье, на юге Хабаровского края и Амурской области. В последнем десятилетии изолированные от остального ареала единичные местообитания обнаружены также в Иркутской области на территории Иркутско-Черемховской равнины.
Встречается в долинах рек, старицах и мелководных озёрах, предпочитает илистые почвы.

## Опыление
Хотя цветы изредка посещаются насекомыми, бразения опыляется преимущественно ветром, в отличие от большинства Nymphaeales.

## Содержание растения
Растение в культуре прихотливо, редко используется в аквариумах.